# Théorie des bandes
 (juillet 2016).
Si vous disposez d'ouvrages ou d'articles de référence ou si vous connaissez des sites web de qualité traitant du thème abordé ici, merci de compléter l'article en donnant les références utiles à sa vérifiabilité et en les liant à la section « Notes et références ».
Pour les articles homonymes, voir bande.

Représentation schématique des bandes d'énergie d'un solide. EF représente le niveau de Fermi.

En physique de l'état solide, la théorie des bandes est une modélisation des valeurs d'énergie que peuvent prendre les électrons d'un solide à l'intérieur de celui-ci. De façon générale, ces électrons n'ont la possibilité de prendre que des valeurs d'énergie comprises dans certains intervalles, lesquels sont séparés par des bandes d'énergie interdites (ou bandes interdites). Cette modélisation conduit à parler de bandes d'énergie ou de structure de bandes.
Selon la façon dont ces bandes sont réparties, il est possible d'expliquer au moins schématiquement les différences de comportement électrique entre un isolant, un semi-conducteur et un conducteur.

## Généralités
Dans un atome isolé, l'énergie des électrons ne peut posséder que des valeurs discrètes et bien définies, par contraste au continuum d'énergie dans le cas d'un électron parfaitement libre (non lié à un atome). Dans un solide, la situation est intermédiaire : l'énergie d'un électron peut avoir n'importe quelle valeur à l'intérieur de certains intervalles. Cette propriété conduit à dire que le solide possède des bandes d'énergies permises, séparées par des bandes interdites. Cette représentation en bandes d'énergie est une représentation simplifiée et partielle de la densité d'états électroniques. Les électrons du solide se répartissent dans les niveaux d'énergie autorisés ; cette répartition dépend de la température et obéit à la statistique de Fermi-Dirac.
Lorsque la température du solide tend vers le zéro absolu, deux bandes d'énergie permises jouent un rôle particulier. La dernière bande complètement remplie est appelée « bande de valence ». La bande d'énergie permise qui la suit est appelée « bande de conduction ». Elle peut être vide ou partiellement remplie. L'énergie qui sépare la bande de valence de la bande de conduction est appelée le « gap » (fossé, interstice en anglais, bande interdite en français).
Les électrons de la bande de valence contribuent à la cohésion locale du solide (entre atomes voisins) et sont dans des états localisés. Ils ne peuvent pas participer aux phénomènes de conduction électrique. À l'inverse, les électrons de la bande de conduction sont délocalisés. Ce sont ces électrons qui participent à la conduction électrique. Les propriétés électroniques du solide dépendent donc essentiellement de la répartition des électrons dans ces deux bandes, ainsi que de la valeur du gap : dans le cas des isolants, les deux bandes sont séparées par un gap important. Pour les conducteurs, la bande de conduction est partiellement occupée, ce qui permet aux électrons de cette bande de passer aux niveaux d'énergies supérieures, sans violer le principe d'exclusion de Pauli, et participer ainsi à la conduction. Les semi-conducteurs possèdent quant à eux un gap suffisamment faible pour que des électrons aient une probabilité non négligeable de le franchir par simple excitation thermique lorsque la température augmente.
Les bandes de valence et de conduction jouent des rôles identiques à celui des orbitales moléculaires HOMO (en anglais : highest occupied molecular orbital) et LUMO (en anglais : lowest unoccupied molecular orbital) dans la théorie des orbitales frontières.

## Métal, isolant, semi-conducteur

### Selon le remplissage des bandes à T =0K
Lorsque la température tend vers 0 Kelvin, on distingue donc trois cas selon le remplissage des bandes et la valeur du gap.
Premier casla bande de conduction est vide et le gap est grand (de l'ordre de 10 eV par exemple). Le solide ne contient alors aucun électron capable de participer à la conduction. Le solide est isolant.
Deuxième casla bande de conduction est vide mais le gap est plus faible (de l'ordre de 1 à 2 eV). Le solide est donc isolant à température nulle, mais une élévation de température permet de faire passer des électrons de la bande de valence à la bande de conduction. La conductivité augmente avec la température : c'est la caractéristique d'un semi-conducteur.
Troisième casla bande de conduction est partiellement occupée, même à une température de zéro Kelvin, alors un faible champ électrique peut faire passer un électron aux niveaux d'énergies supérieurs, sans dépenser beaucoup d'énergie, le solide est alors conducteur.

### Relation avec le niveau de Fermi
L'occupation des différents états d'énergie par les électrons suit la distribution de Fermi-Dirac. Il existe une énergie caractéristique, le niveau de Fermi, qui fixe, lorsque le matériau est à une température de zéro kelvin, le niveau d'énergie jusqu'où on trouve les électrons, c'est-à-dire le niveau d'énergie du plus haut niveau occupé.  Le niveau de Fermi représente le potentiel chimique du système. Son positionnement dans le diagramme des bandes d'énergie est relié à la façon dont les bandes sont occupées.
- Dans les conducteurs, le niveau de Fermi est dans une bande permise qui est dans ce cas la bande de conduction. Les électrons peuvent alors se déplacer dans le système électronique, et donc circuler d'atomes en atomes.
- Dans les isolants et les  semi-conducteurs, le niveau de Fermi est situé dans la bande interdite qui sépare les bandes de valence et de conduction.

### Le gaz d'électrons quasi libres

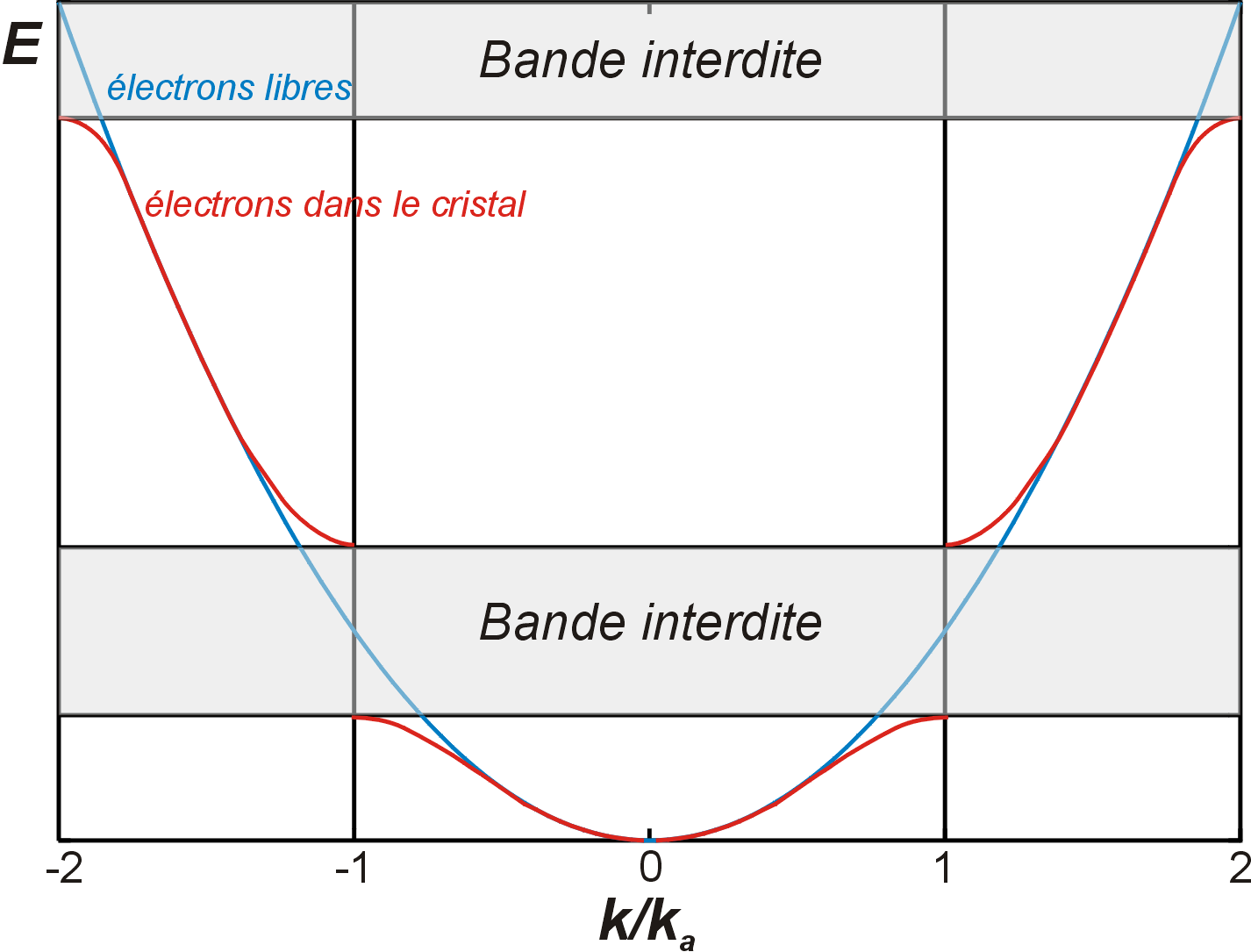
Apparition de la bande interdite dans le cadre d'un gaz d'électrons quasi libres.

Dans le cas du gaz d'électrons quasi libres, on considère le potentiel électrostatique périodique créé par les noyaux atomiques comme faible. On le traite comme une perturbation affectant un gaz d'électrons libres. Le traitement de ce problème entre dans le cadre de la théorie des perturbations. On résout donc l'équation de Schrödinger avec le potentiel périodique créé par les noyaux et on trouve les fonctions propres et les énergies propres des électrons dans le cristal. Ce traitement est approprié dans le cas des métaux nobles, des métaux alcalins et de l'aluminium, par exemple.

### La théorie des liaisons fortes
Dans le cadre de la théorie des liaisons fortes, on tente d'obtenir les propriétés du solide à partir des orbitales atomiques. On part des états électroniques des atomes séparés et on considère la manière dont ils sont modifiés par le voisinage des autres atomes. Les effets à prendre en compte sont notamment l'élargissement des bandes (un état a une énergie discrète dans la limite atomique, mais occupe une bande d'énergie dans le solide) et l'hybridation entre les bandes d'énergies proches.